# Franklin Núñez
Franklin Núñez (nacido el 18 de enero de 1977 en Nagua) es un lanzador dominicano que ha jugado en las Grandes Ligas de Béisbol para la organización de los Tampa Bay Devil Rays en 2004 y 2005.
Jugó para el equipo de Triple-A, Richmond Braves en 2006 y con el equipo independiente York Revolution en 2007, antes de ser firmado por  los Cerveceros de Milwaukee, en agosto. Militó en el campamento de ligas menores de los Cerveceros en 2008, pero fue liberado el 23 de marzo.
En febrero de 2009, Núñez firmó un contrato de ligas menores con los Rockies de Colorado.